# Nasser Edine Drid
Nasser Edine Drid (ur. 22 stycznia 1957 w Tibissie) – algierski piłkarz występujący na pozycji bramkarza. Uczestnik Mistrzostw Świata 1986.

## Kariera klubowa
Podczas Mistrzostw Świata 1986 reprezentował barwy klubu MC Oran. Grał również w takich klubach jak: JSM Tébessa, USM El Harrach, ESM Bel Abbès i Raja Casablanca.

## Kariera reprezentacyjna
Nasser Drid występował reprezentacji Algierii w latach osiemdziesiątych. Z reprezentacją Algierii uczestniczył zwycięskich eliminacjach do Mistrzostw Świata 1986.
Na Mundialu był pierwszym bramkarzem i wystąpił w dwóch meczach grupowych z: reprezentację Hiszpanii 0-3 oraz reprezentacją Brazylii 0-1.